# Papowo Biskupie

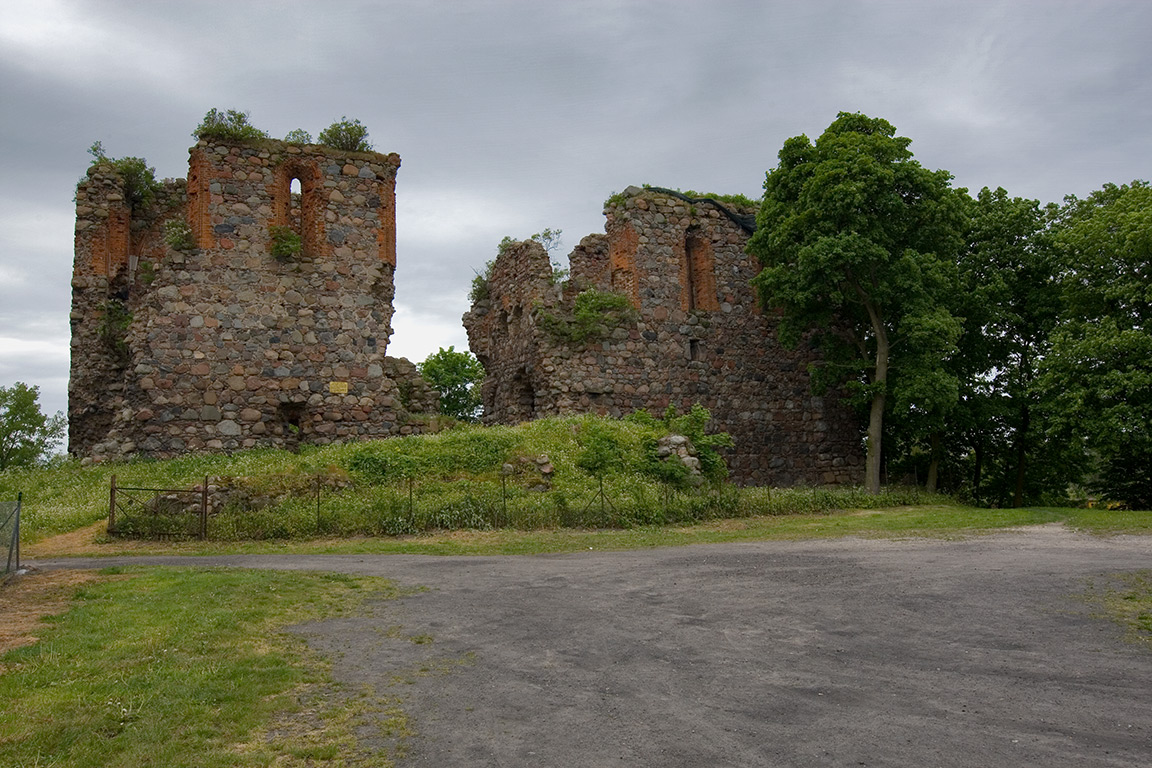
Papowo Biskupie

Papowo Biskupie is een dorp in het Poolse woiwodschap Koejavië-Pommeren, in het district Chełmiński. De plaats maakt deel uit van de gemeente Papowo Biskupie en telt 720 inwoners.

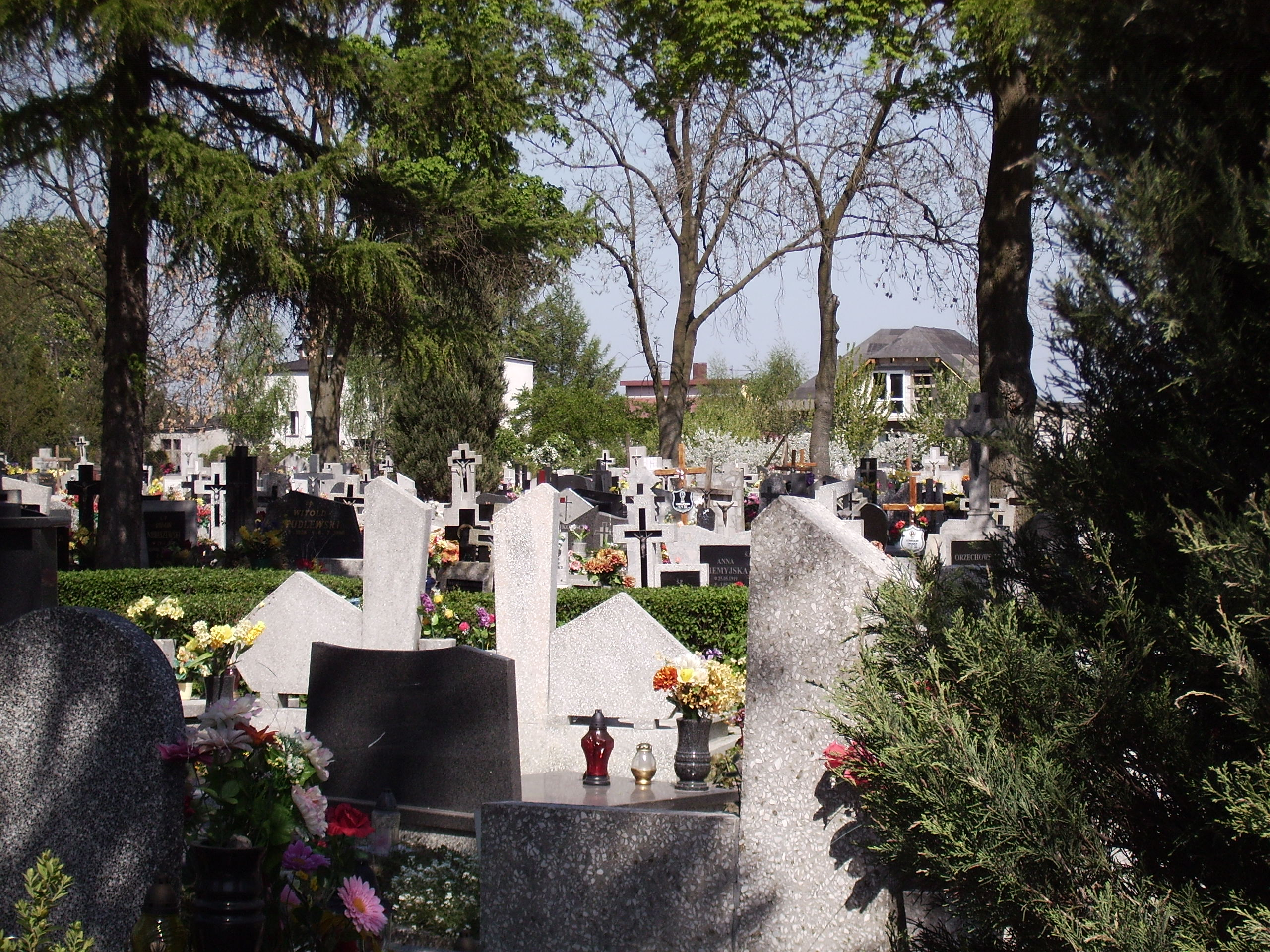
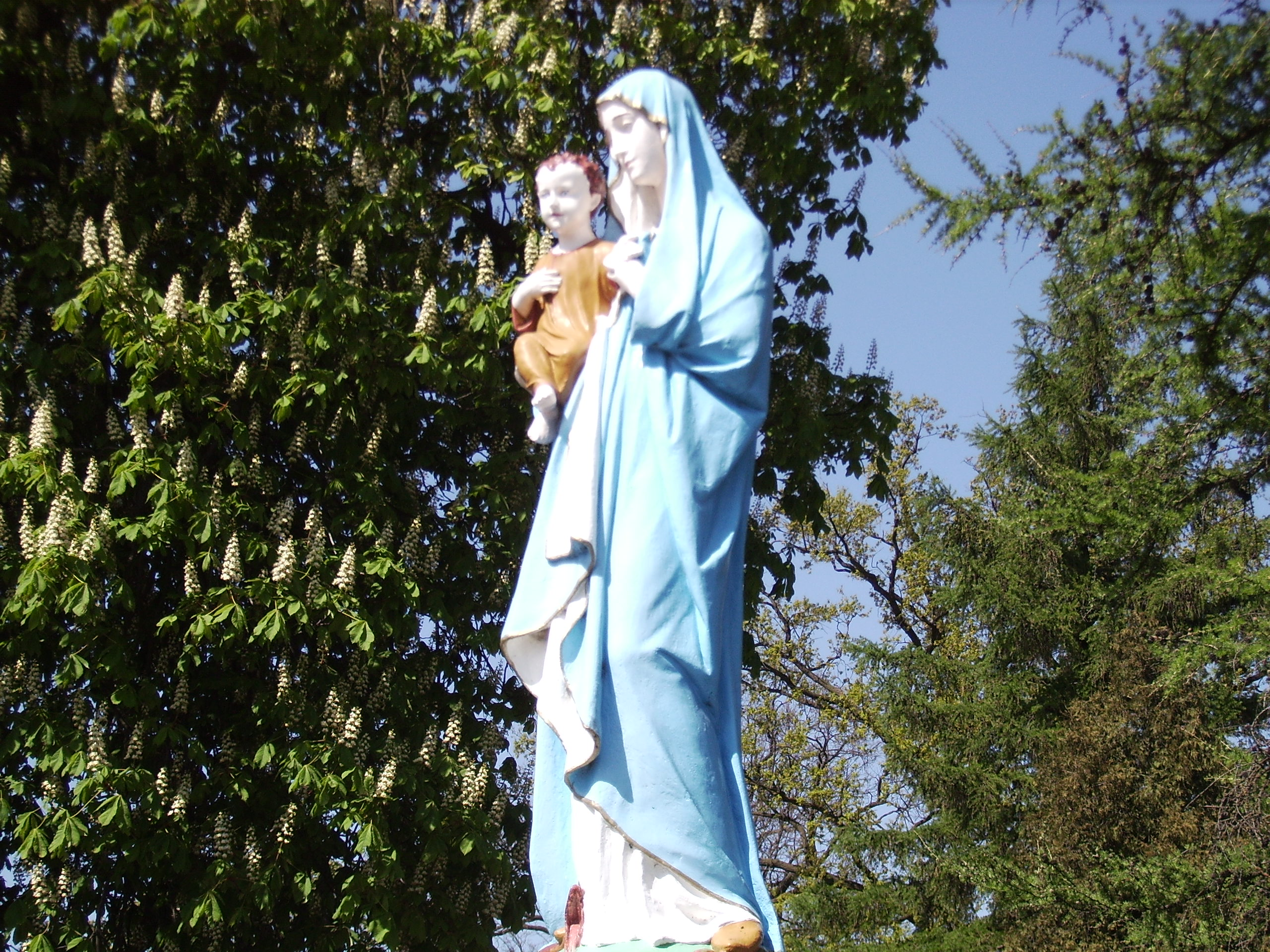
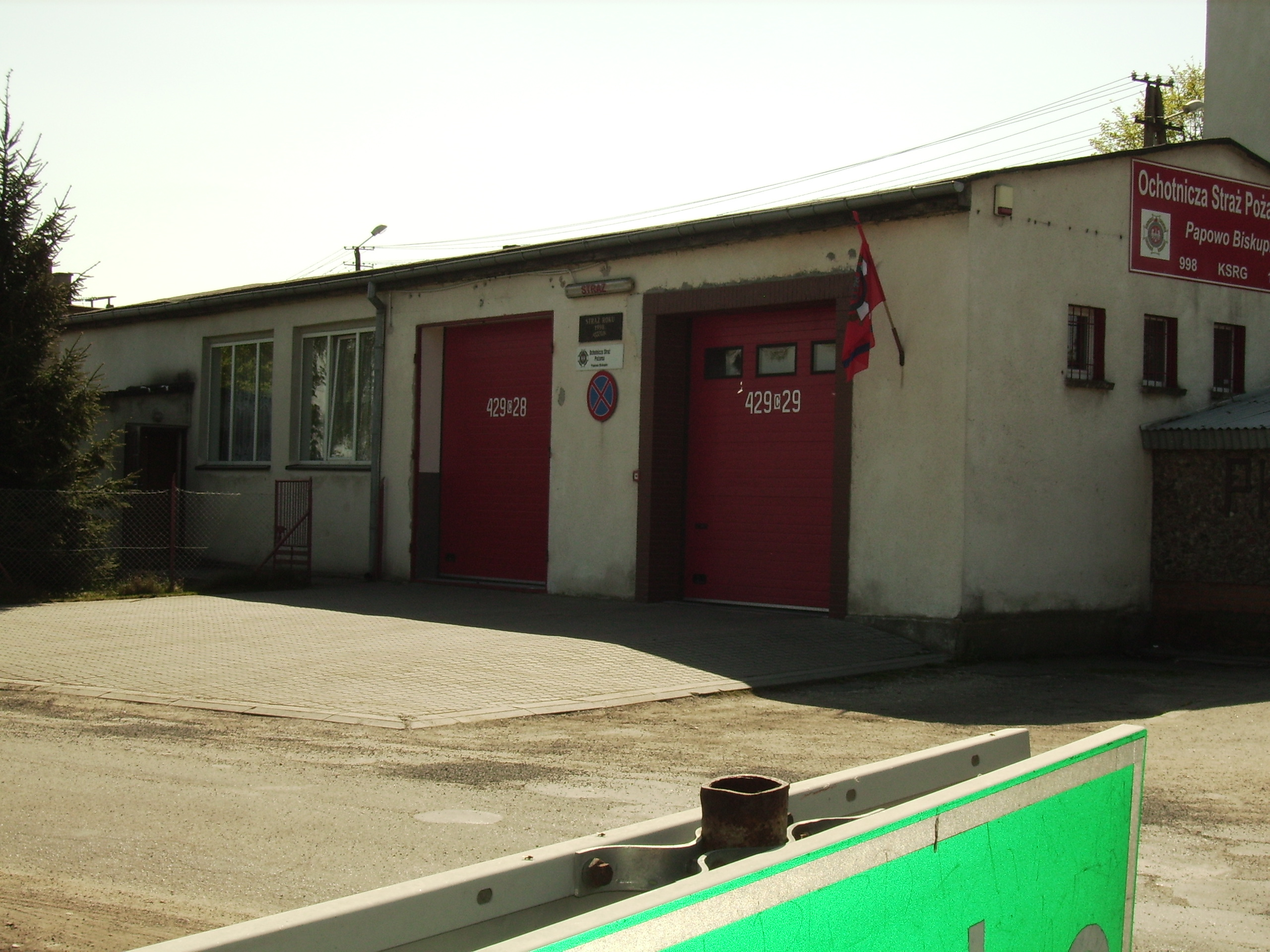
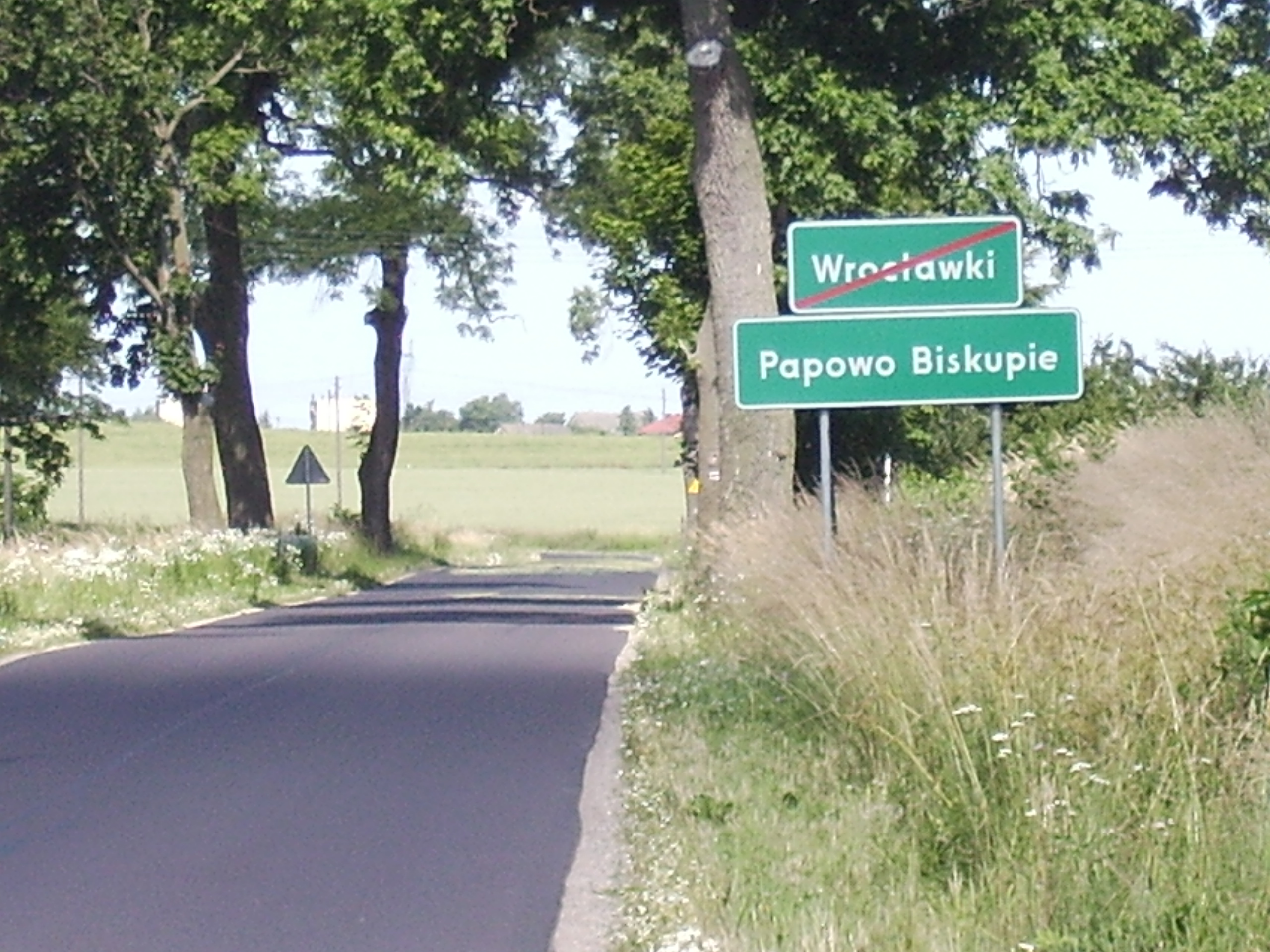
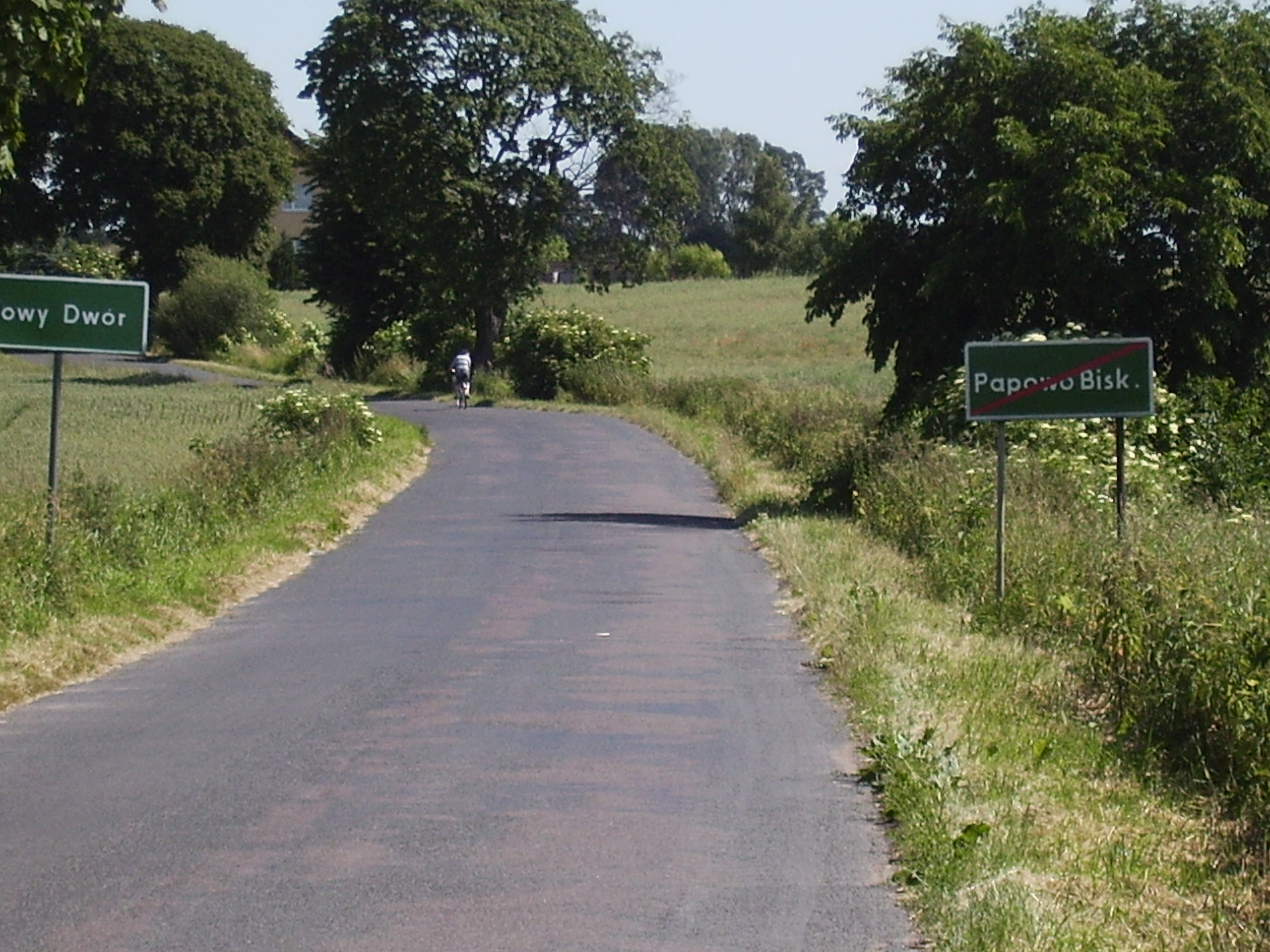
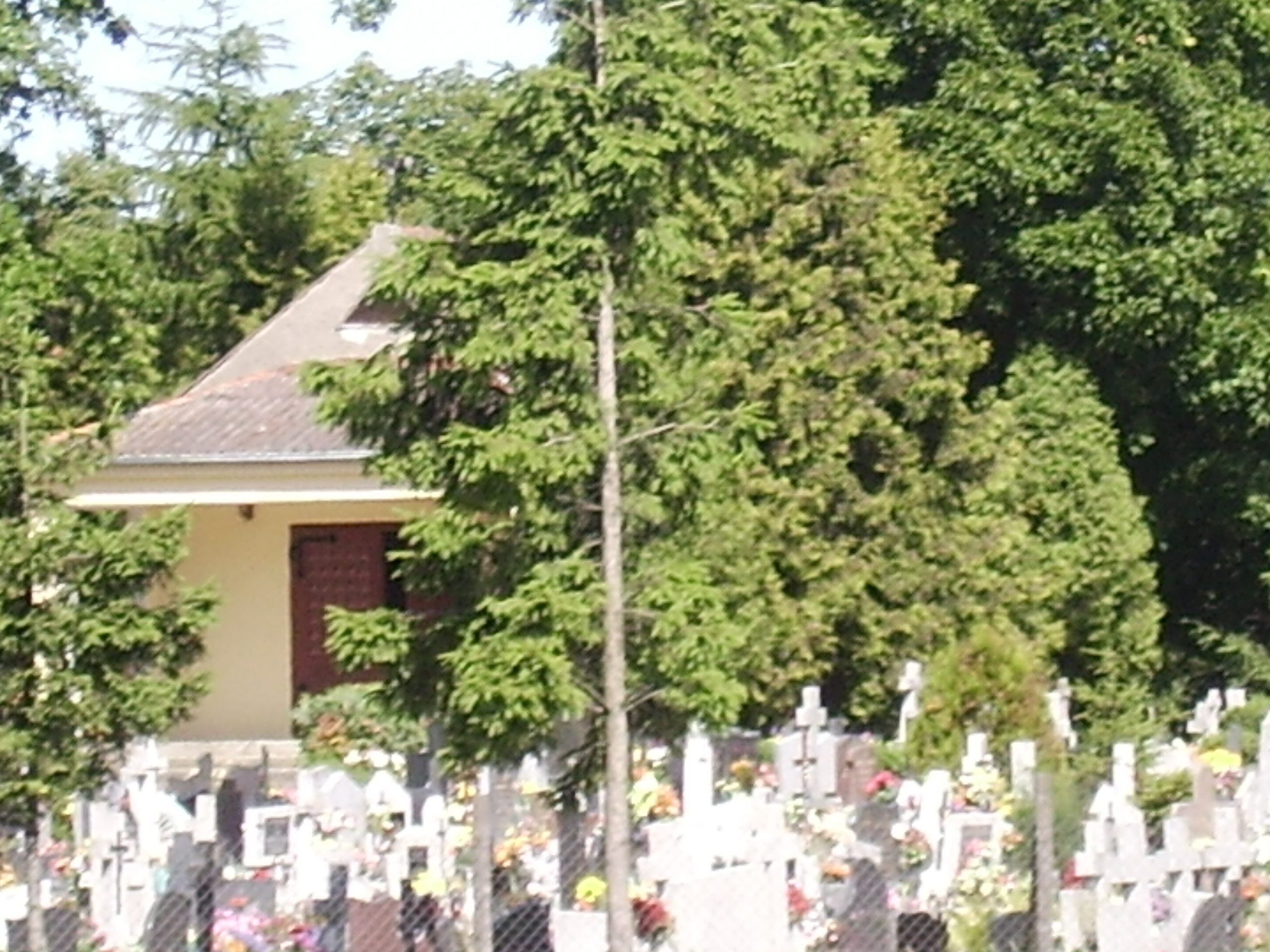
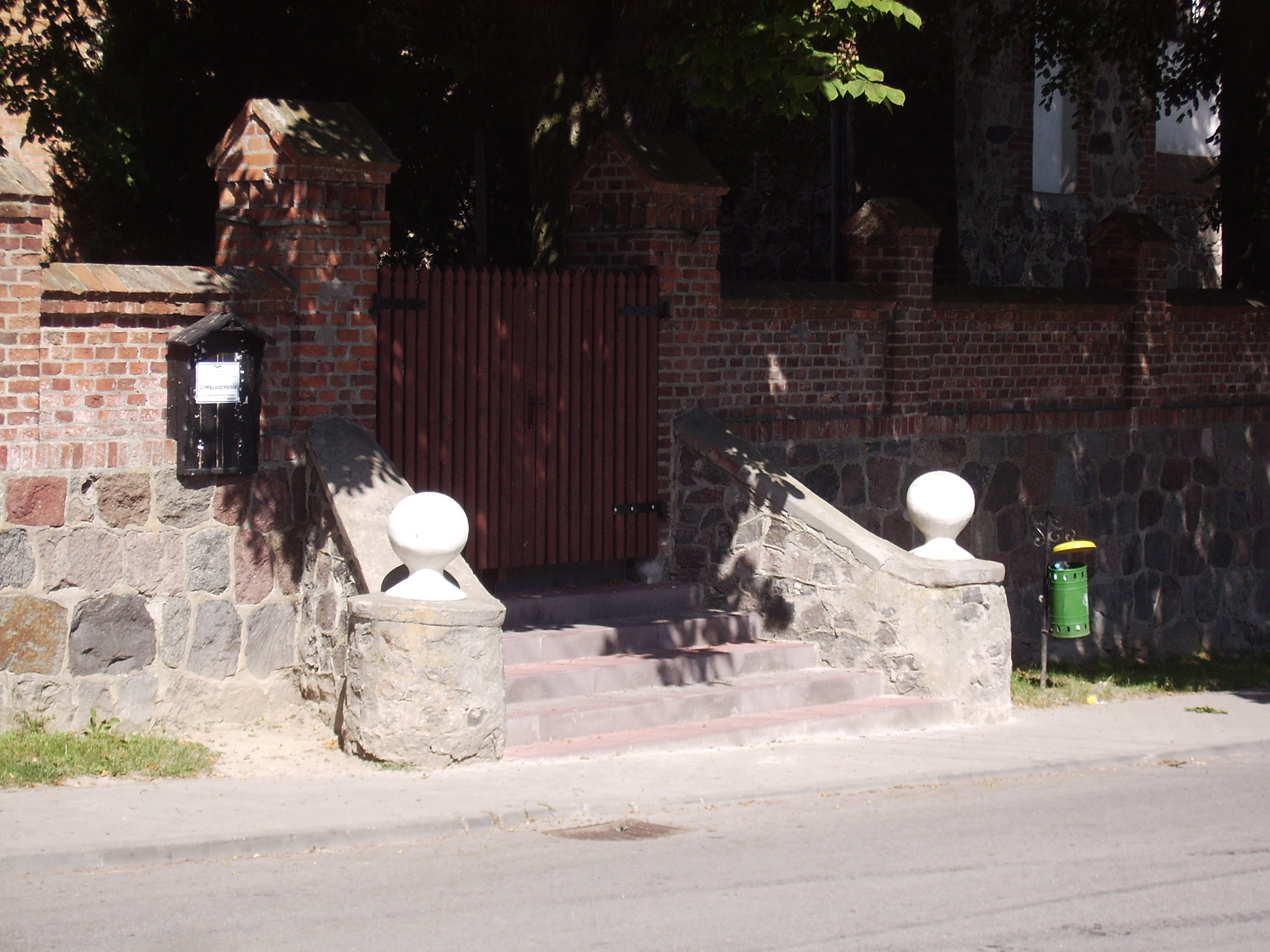
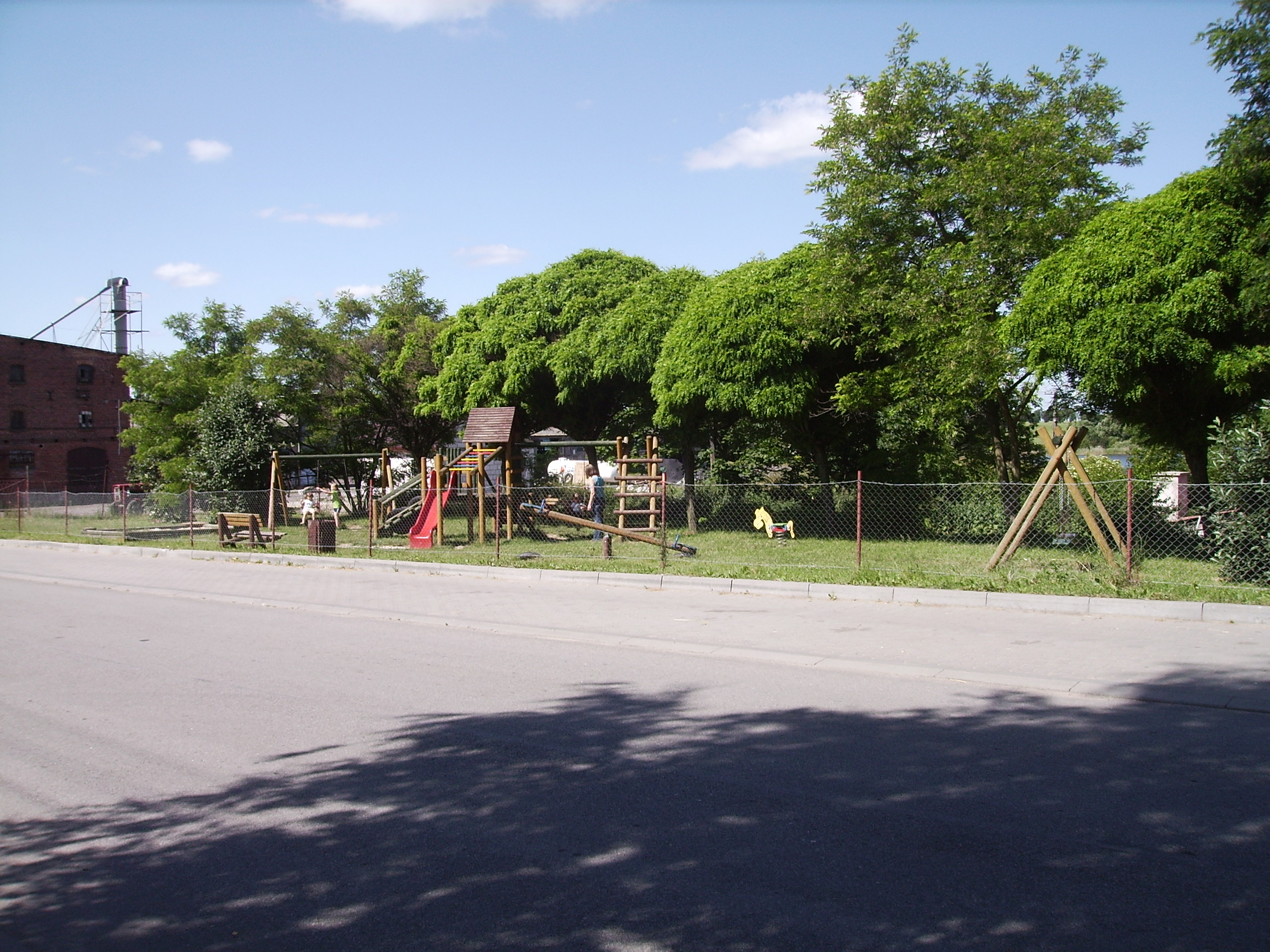
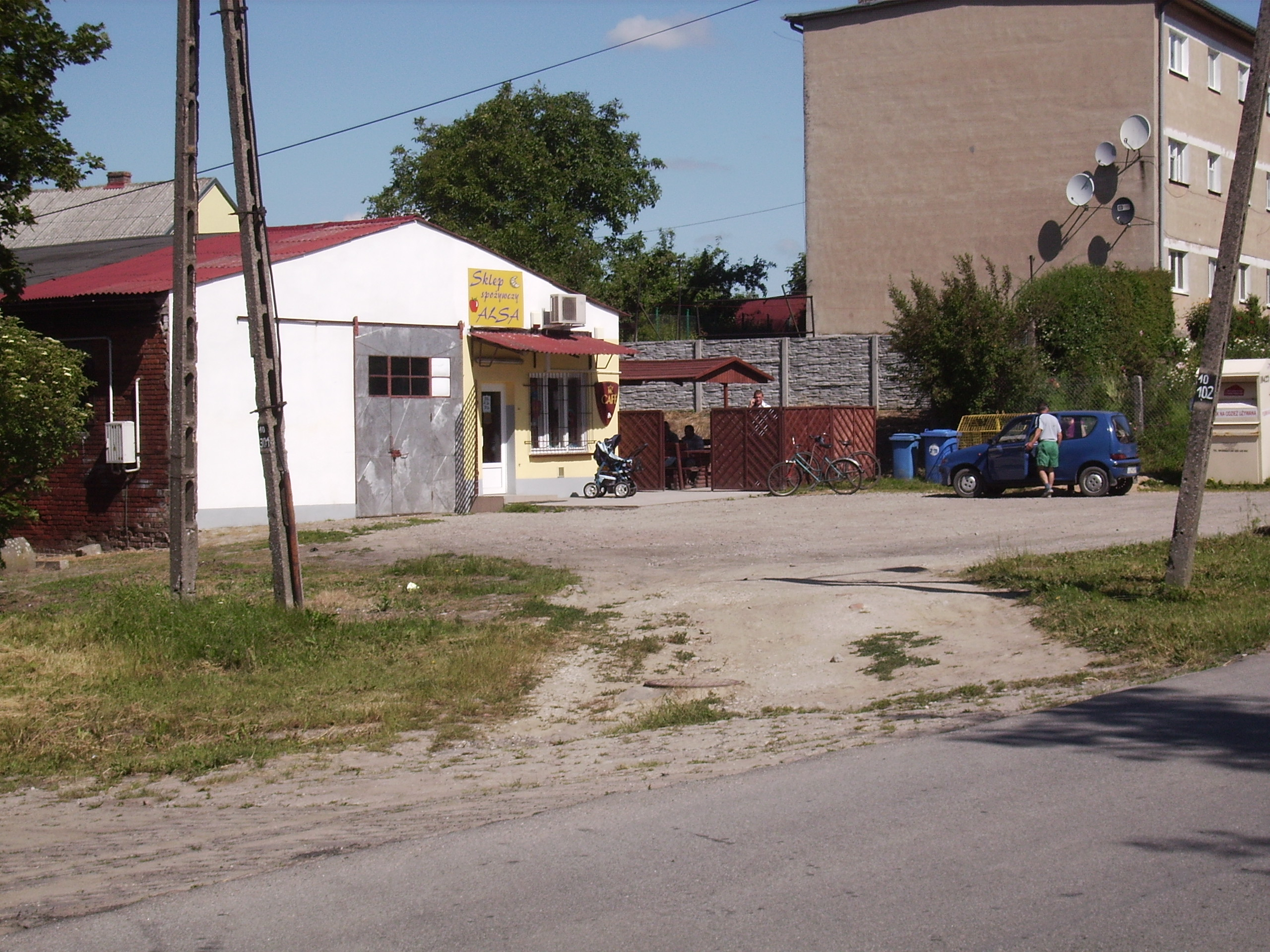
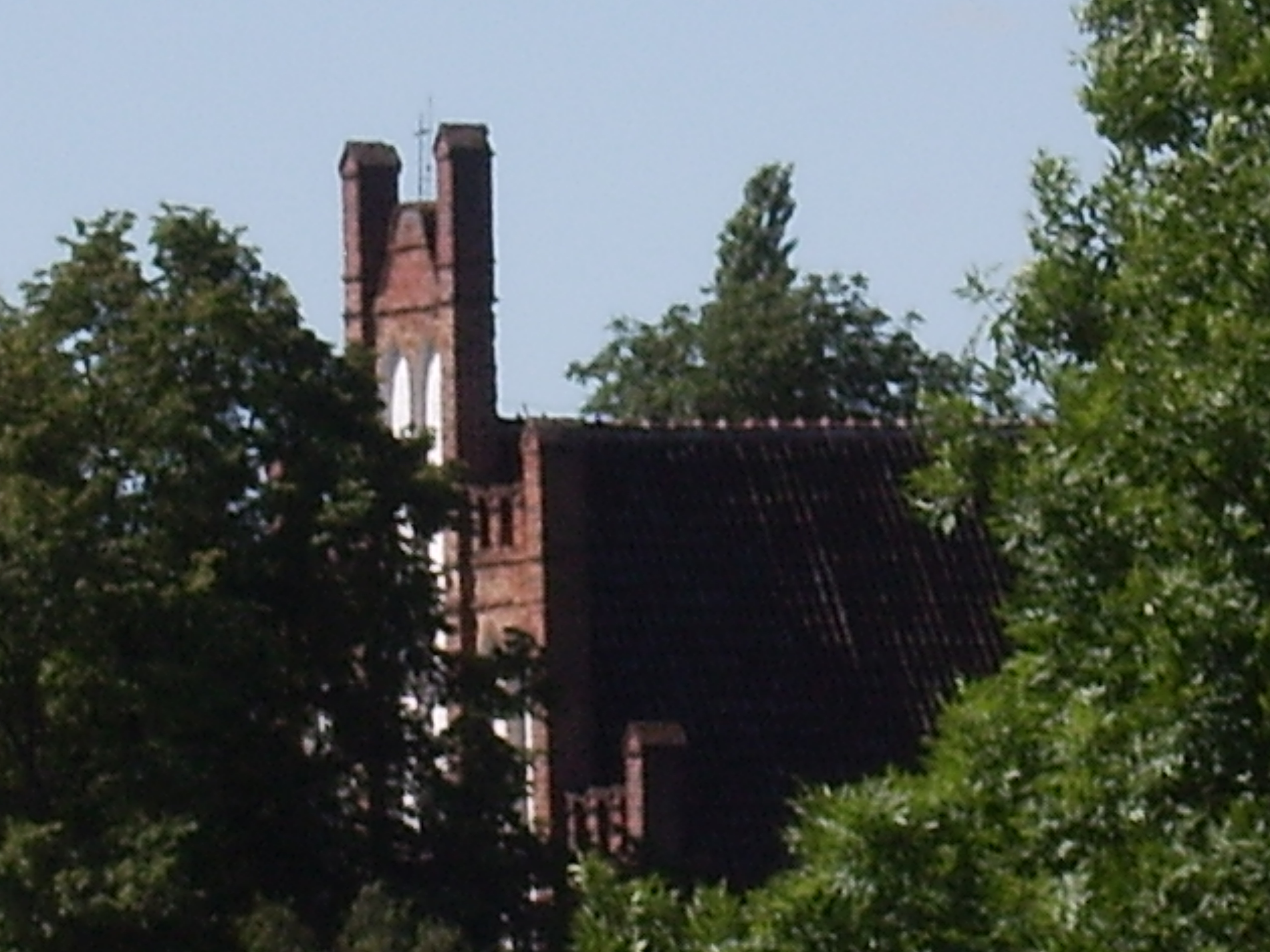
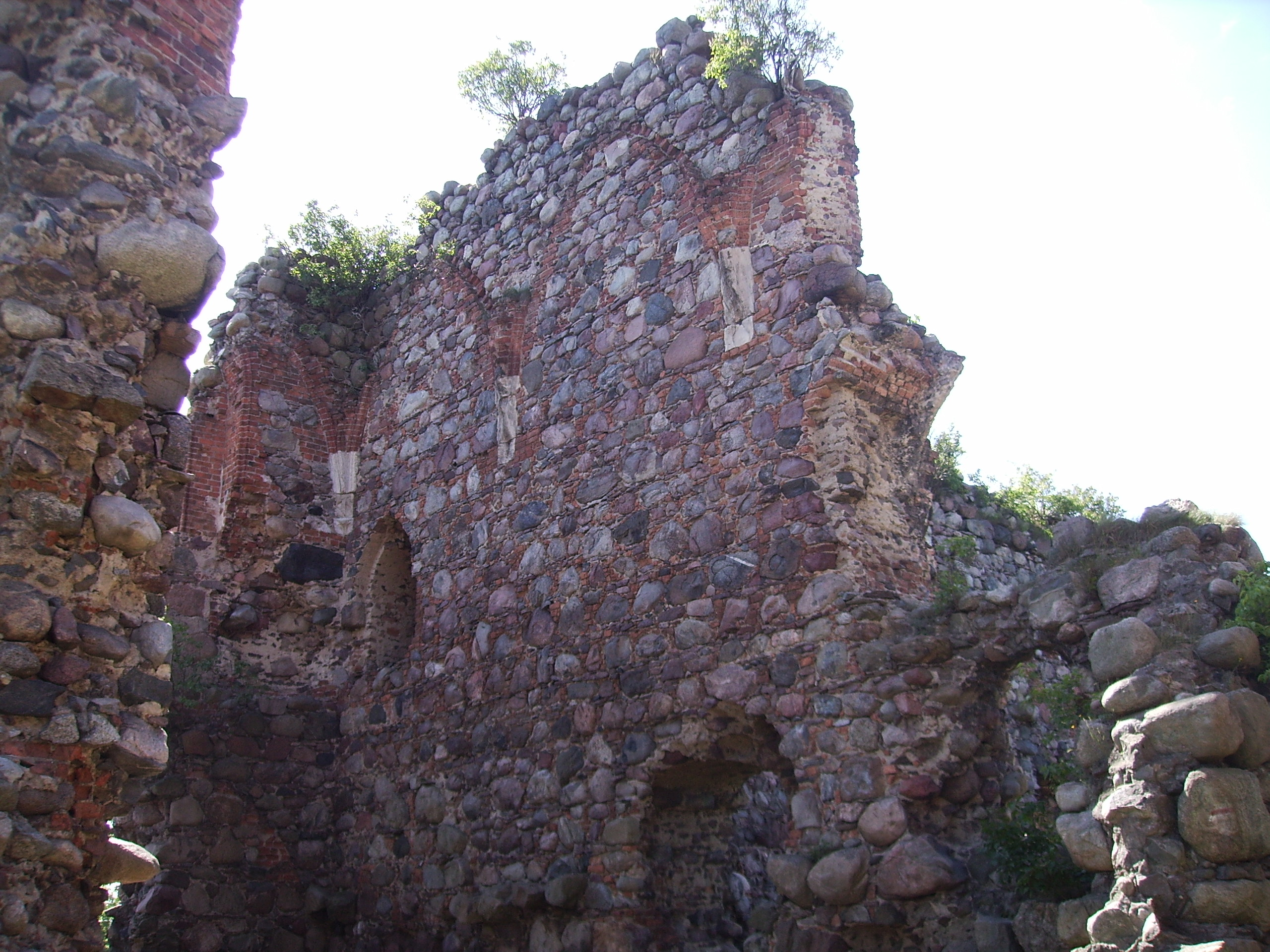
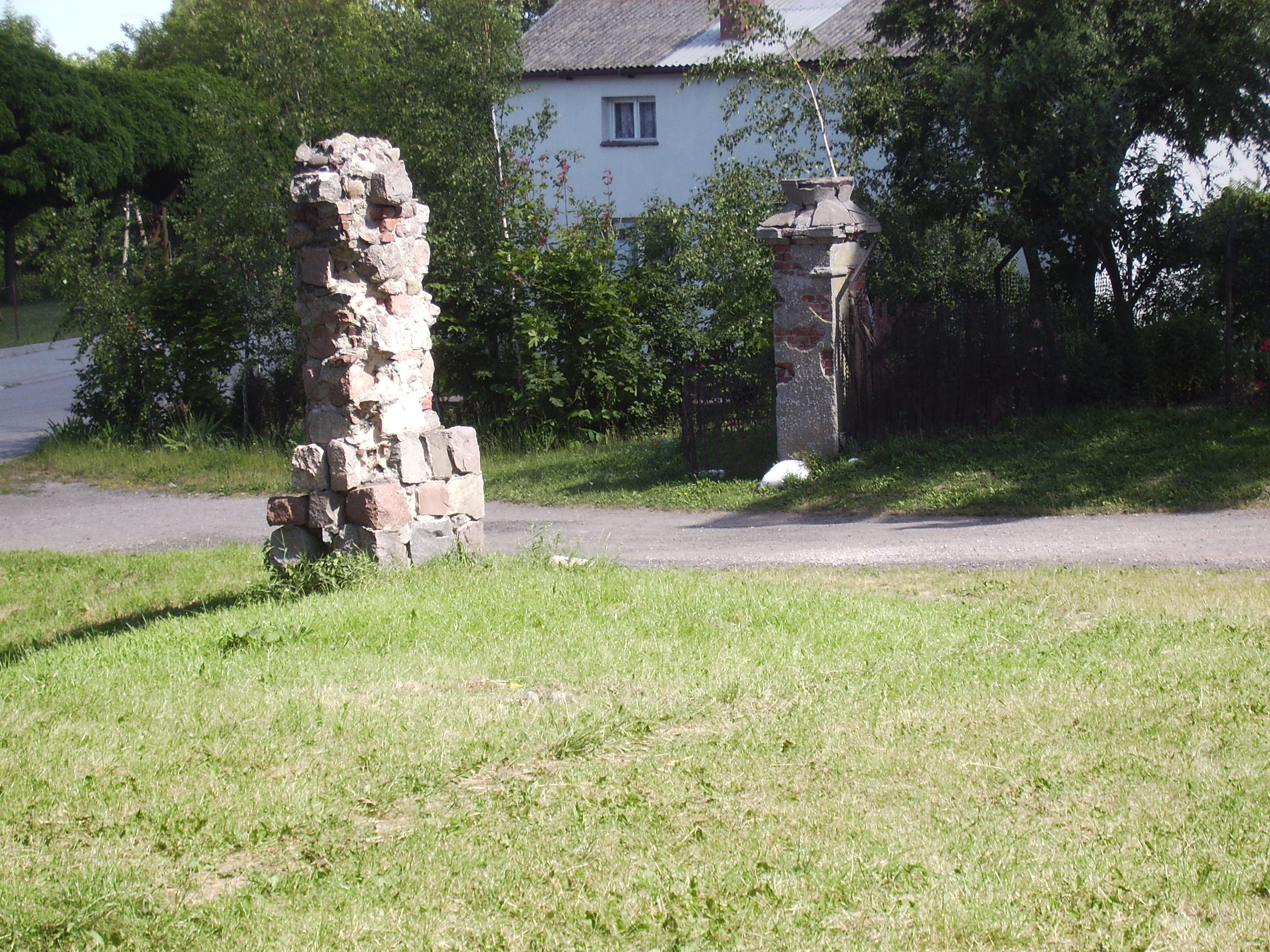
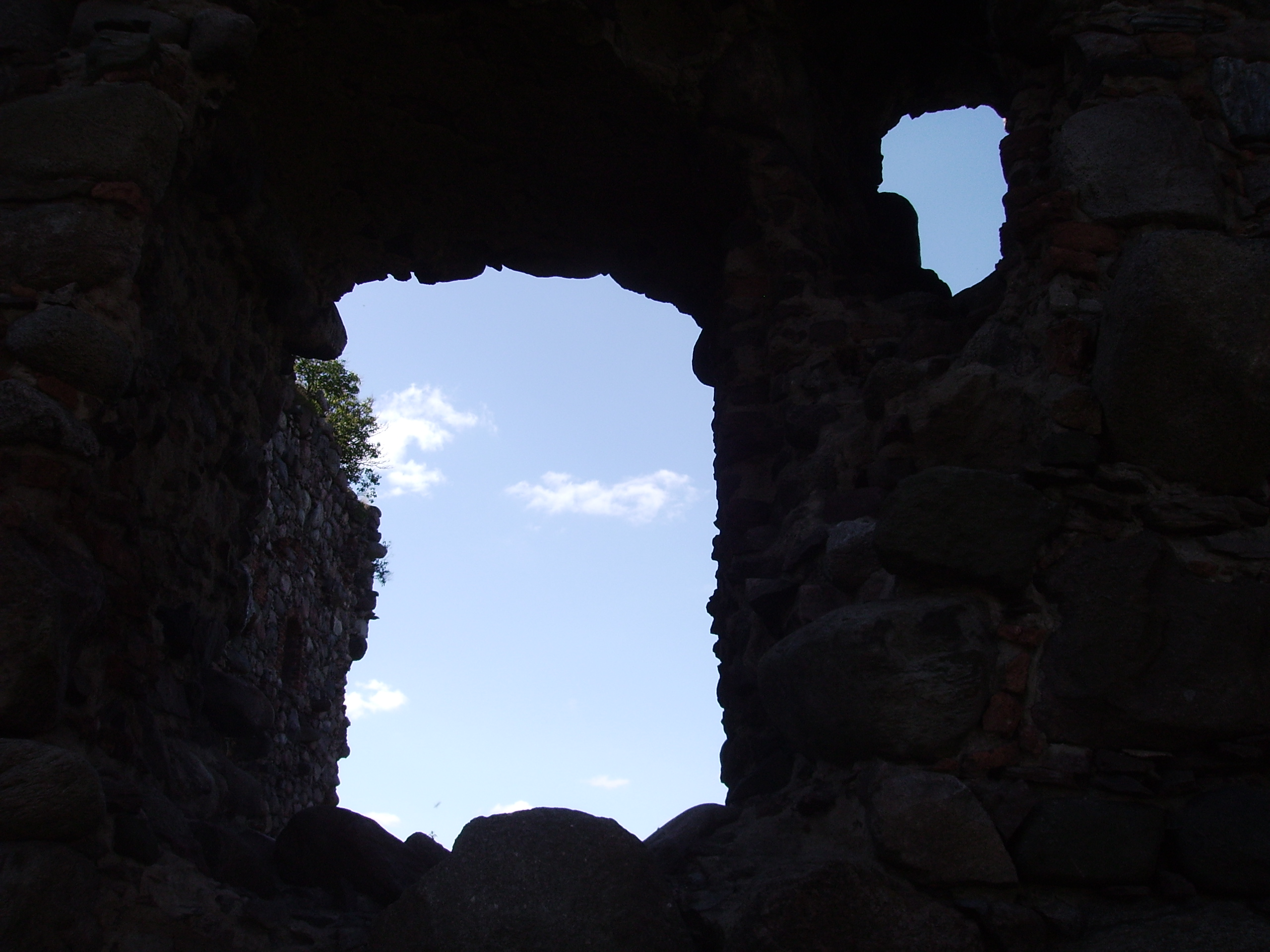
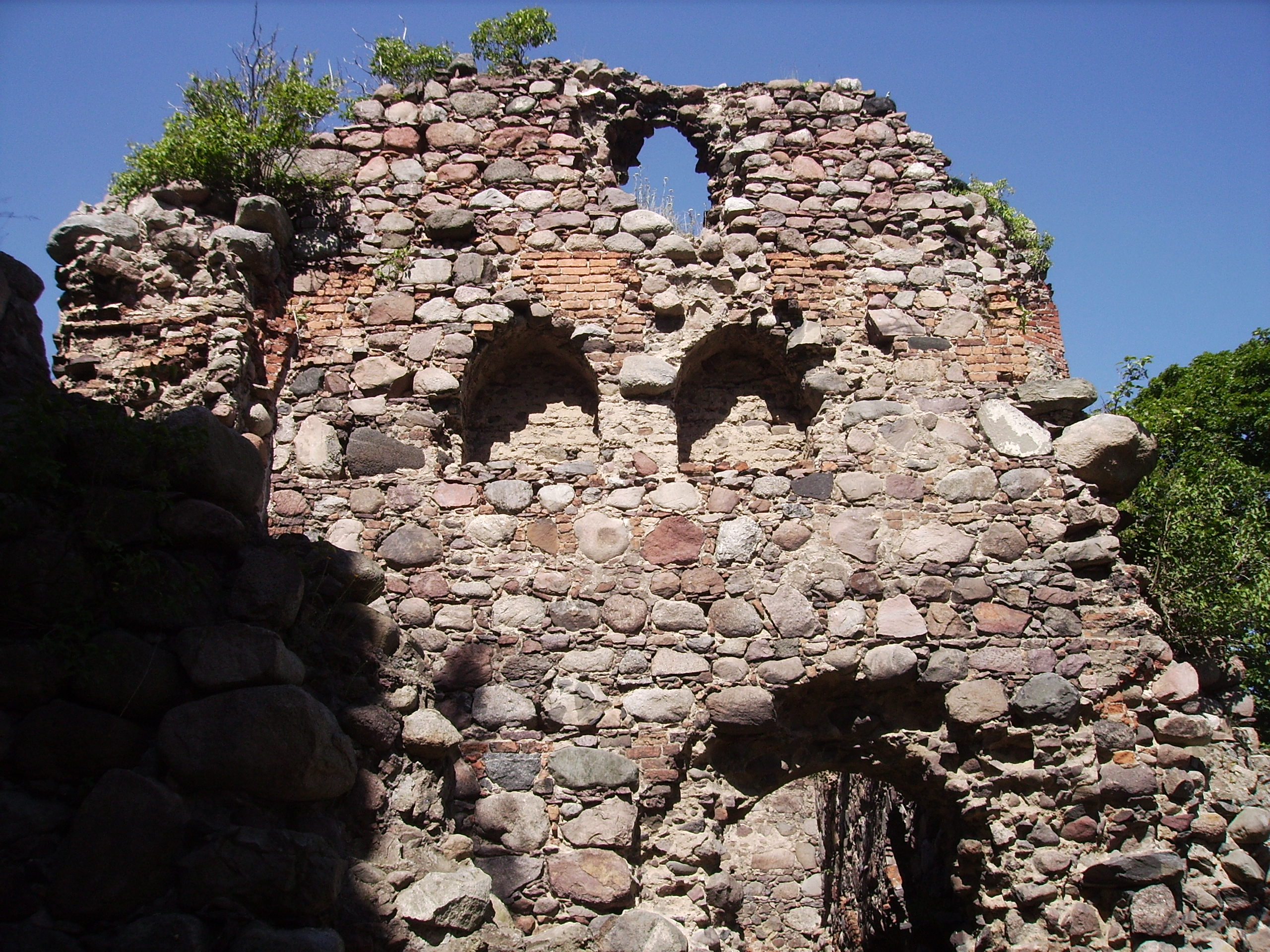
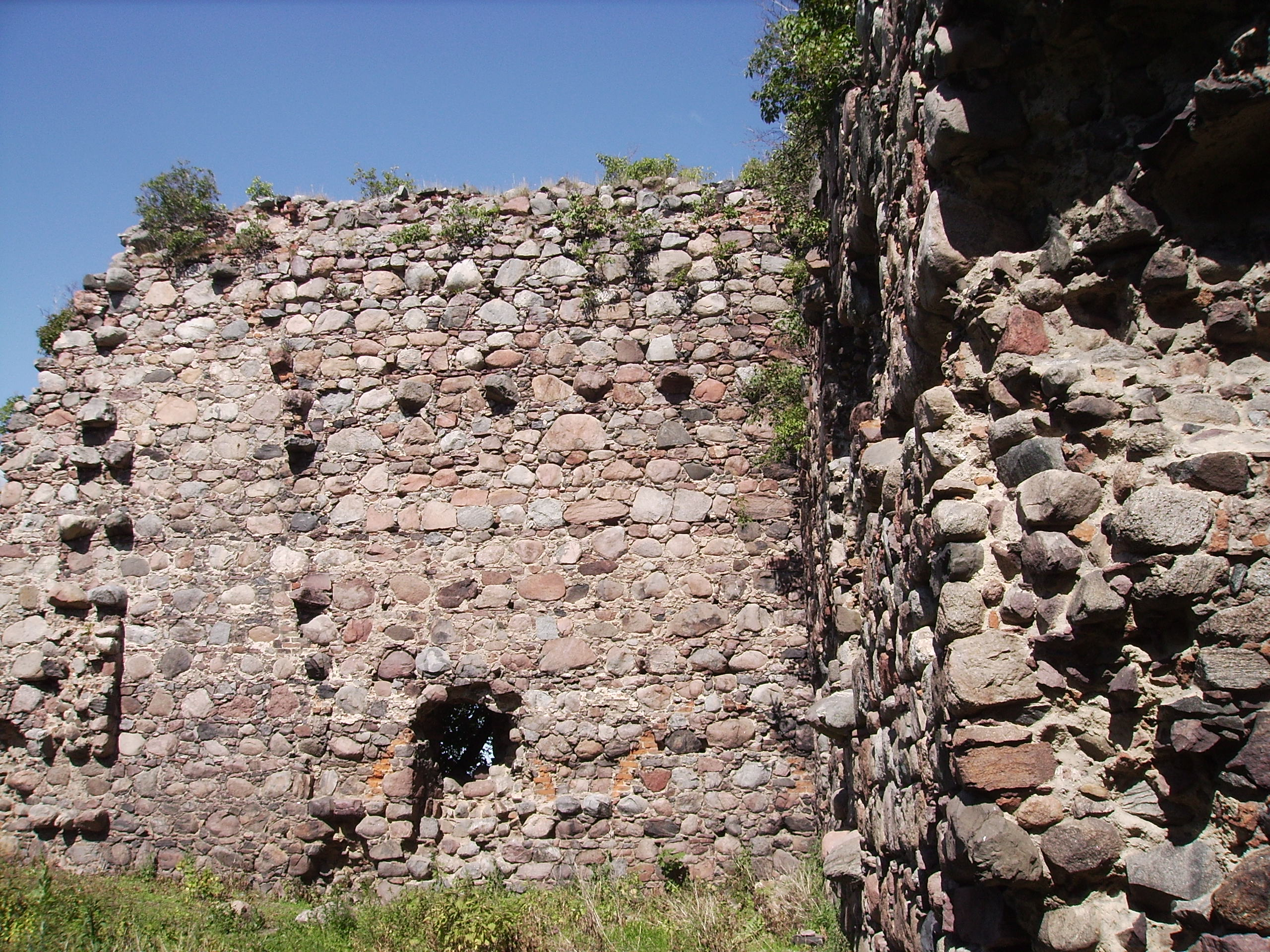
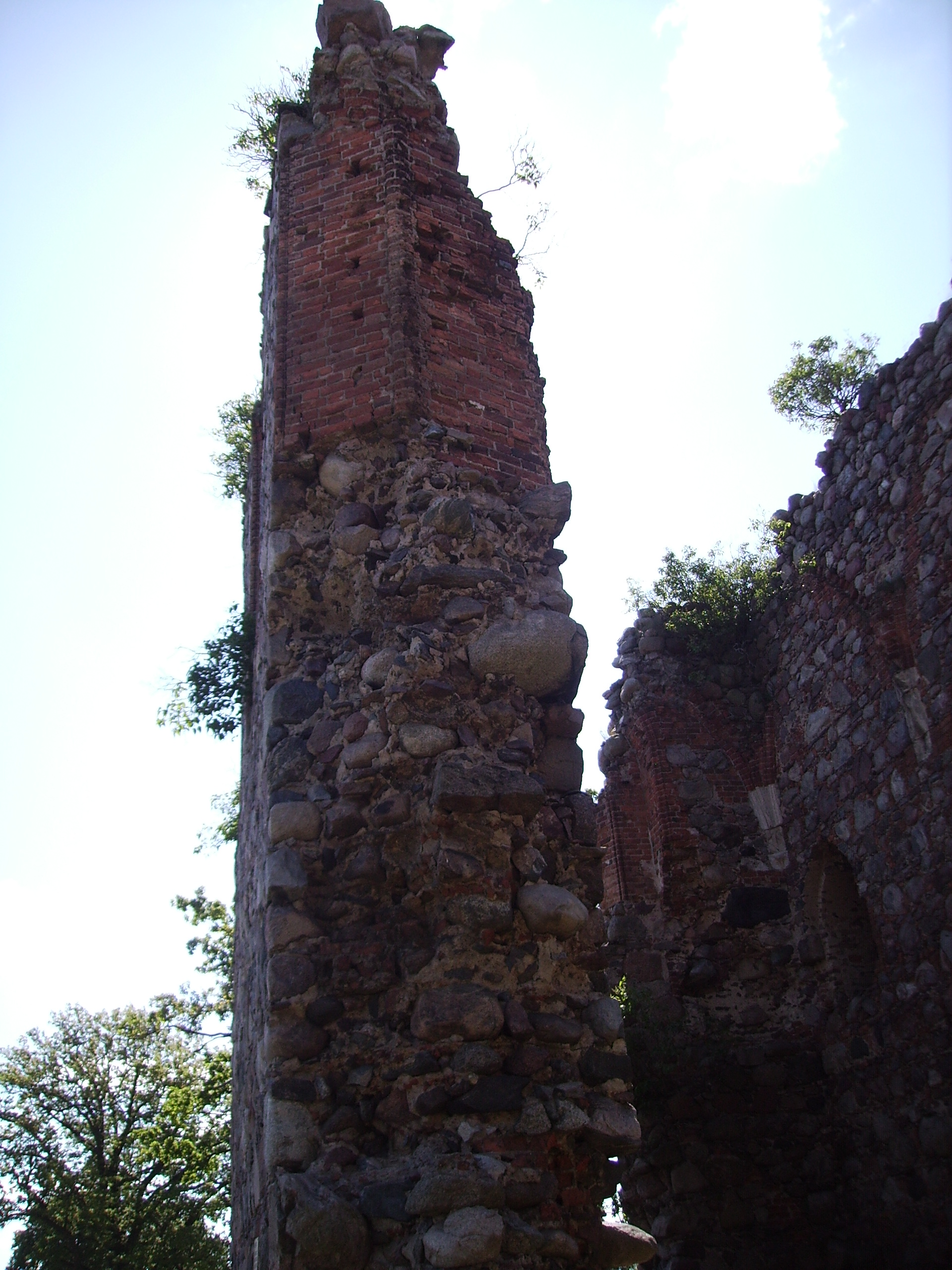
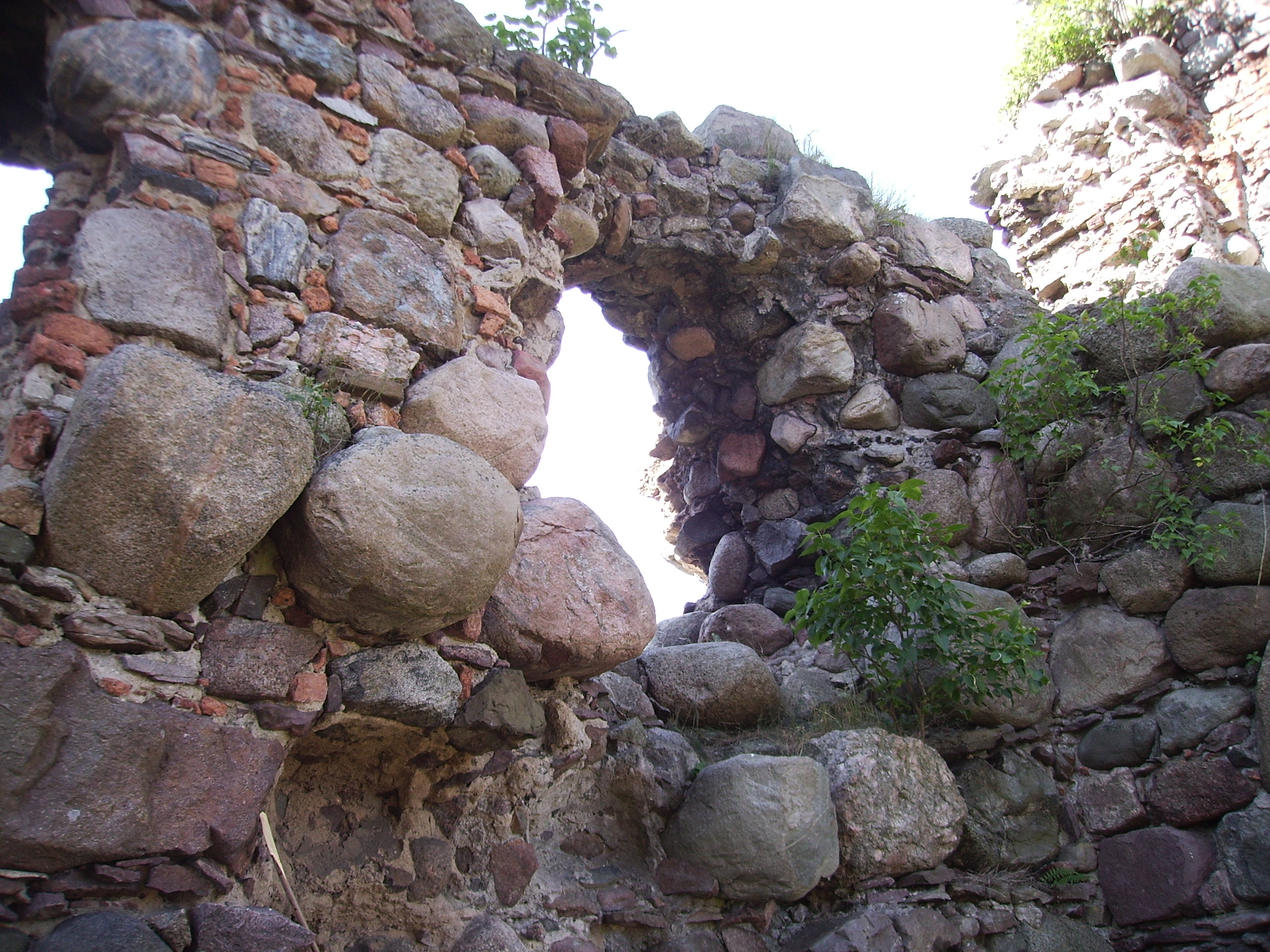
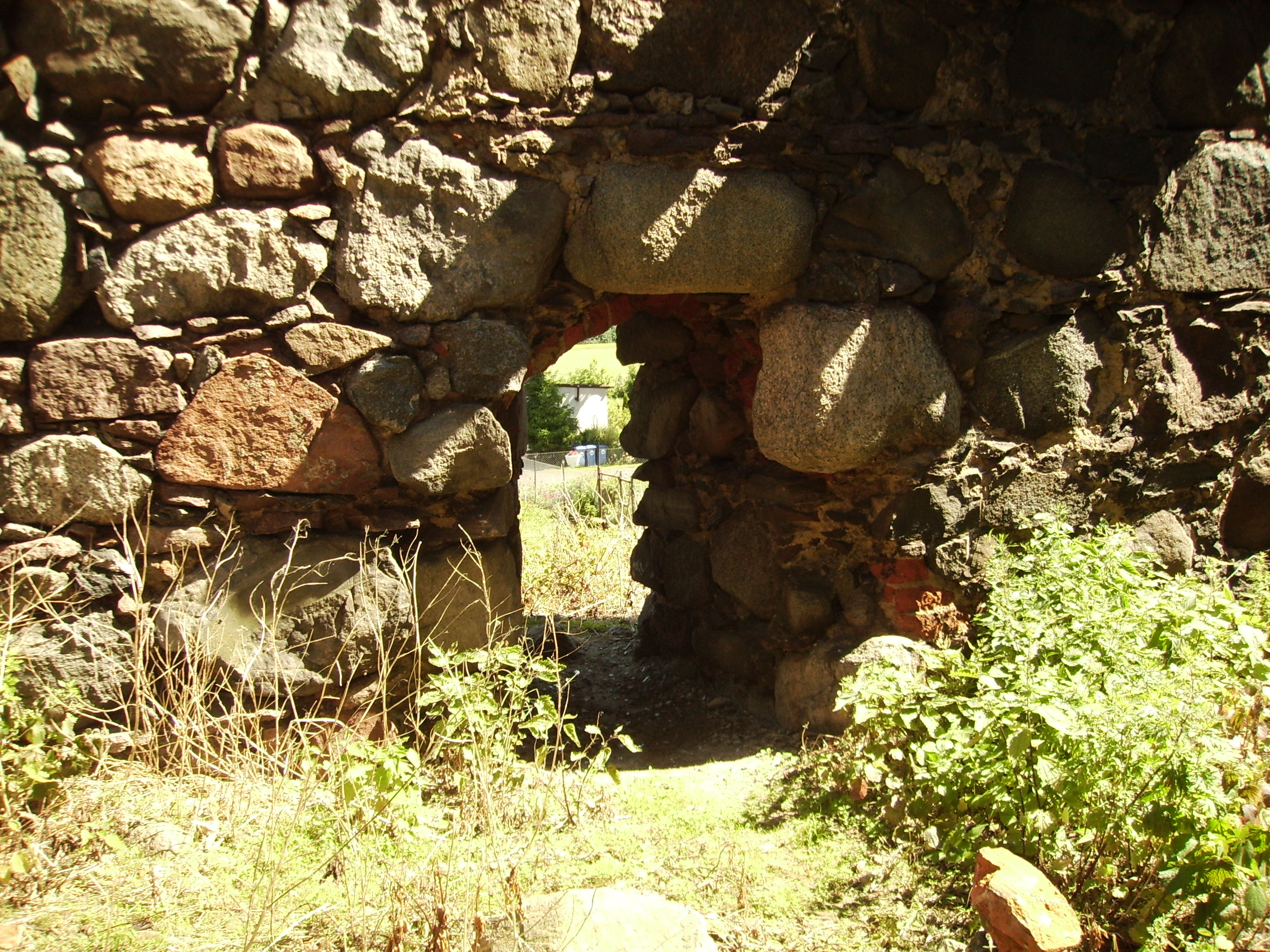
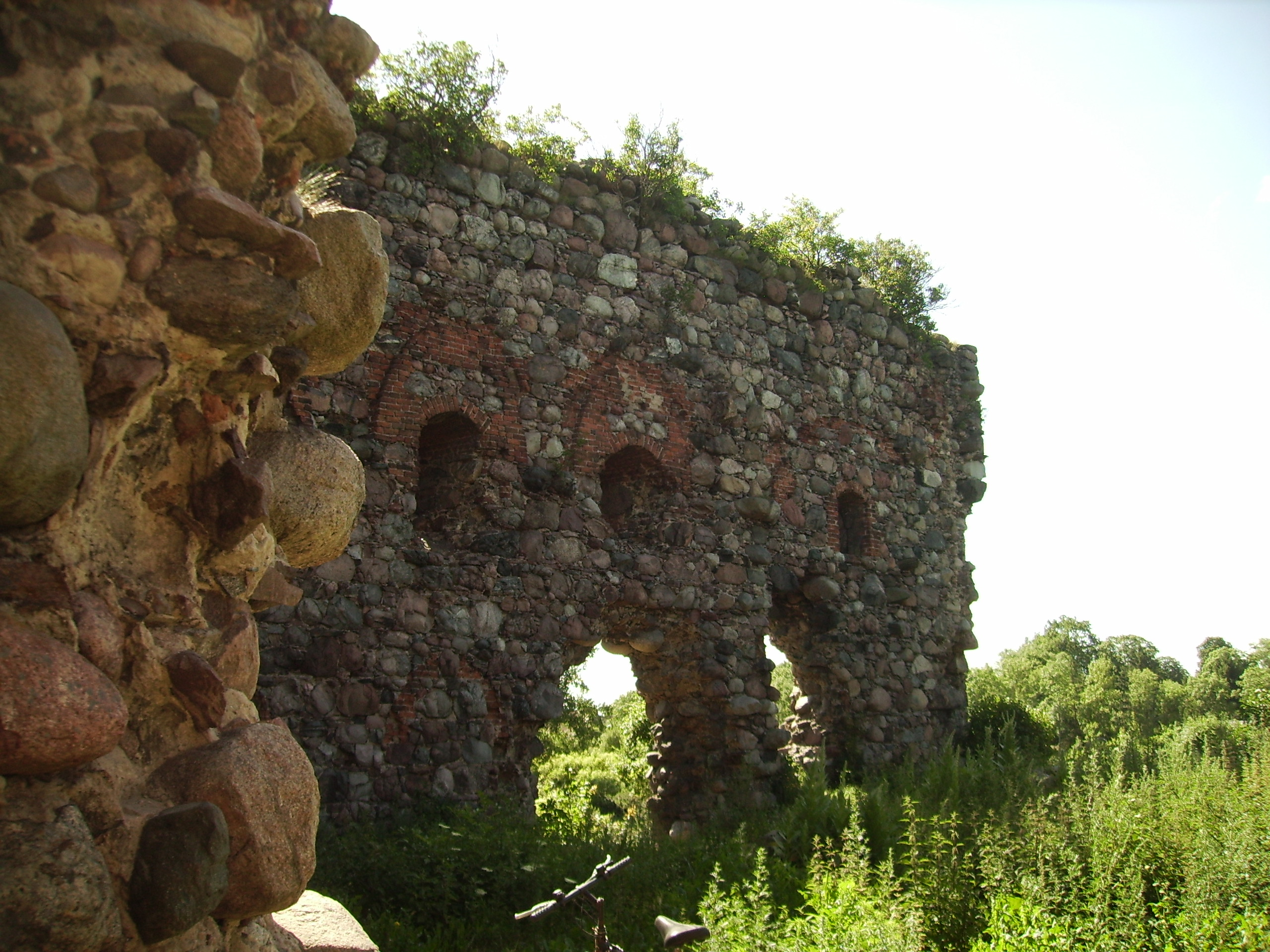